# Línea 8 (Tucumán)
La Línea 8 es una línea de colectivos urbana de San Miguel de Tucumán, Tucumán, Argentina. Esta es operada por El Rayo Bus S.R.L., conectando las zonas oeste y norte con el sur de la capital.

## Recorrido

### Ramal Villa Muñecas- Barrio Kennedy[1][2][3]
Padre R. Correa y Pje. Monserrat, Viamonte, Don Orione, Sargento Cabral, Méjico, Saavedra, Bolivia, Av. Ejército del Norte, España, Suipacha, Av. Sarmiento, Salta, San Juan, Av. Avellaneda, Av. B. Aráoz, Av. B. Terán, Av. P. M. Aráoz, Av. W. Posse, Berutti, Diag. E. Méndez, French, Diag. Anselmo Rojo, Av. B. Terán, Av. Soldati, Cuba, Córdoba, J. Colombres, San Martín, Marco Avellaneda, Av. 24 de Septiembre, Av. Mitre, Av. Belgrano, 12 de Octubre, Italia, Av. Ejército del Norte, Chile, Saavedra, Méjico, Sargento Cabral, Don Orione, Viamonte, Ramírez de Velazco, Castro Barros, E. Castelar, Procuradores, Ing. Correa, Diag. Dr. Landa, Castro Barros, Méjico, Bulnes, Pje. Monserrat, Padre R. Correa.

### Ramal El Bosque- Lola Mora[4][5]
Padre Roque Correa e I. La Católica, por esta hasta, Av. Ejército del Norte, Méjico, Alberti, Venezuela, San Miguel, Pje. D ́ Amicis, Pacheco de Melo, Chile, San Miguel, San Juan, Av. Avellaneda, Av. B. Aráoz, Av. Brígido Terán, Av. P. M. Aráoz, Av. Silvano Bores, Av. B. Aráoz, Pacará, Av. Soldati, Cuba, Córdoba, Marco Avellaneda, Santiago, Asunción, Italia, Pacheco de Melo, Pje. D’Amicis, San Miguel, Venezuela, Alberti, Méjico, Av. Ej. del Norte, Isabel La Católica hasta Padre R. Correa.

## Lugares de Interés
- Parque 9 de Julio
- Los Tarcos Rugby Club
- Terminal de Ómnibus de San Miguel de Tucumán
- Hospital Obarrio